# Asfali
|  | Aquest article tracta sobre el bisbe hispanogot. Si cerqueu el déu de la mitologia grega, vegeu «Posidó». |

Asfali, o també citat Afali, fou un religiós hispanovisigot, bisbe d'Àvila aproximadament entre els anys 660 i 681. El seu nom consta en el Concili Provincial Emeritense anual de l'any 666, com a bisbe sufragani de l'arquebisbat de Mèrida, amb onze prelats més. Tanmateix, el nom «Asfali», que apareix com un simple arxipreste en el VIII Concili de Toledo, pel que opina Flórez que podria ser la mateixa persona, que després fou promogut a la mitra avilesa. Va ser bisbe durant un llarg període, perquè és documentat en el XII Concili de Toledo, durant el regnat d'Ervigi. A més, és també el que ocupa la primera posició, després dels arquebisbes, entre les diòcesis sufragànies, pel que es demostra que era el que més temps ocupant un bisbat; la seva consagració s'hauria produït vint anys enrere, aproximadament. Moriria al cap de poc temps, dos anys després, en el XIII Concili de Toledo assisteix al seu successor, Unigi.
Segons el cronista Gil González Dávila, durant el seu episcopat es va donar terme i límits al bisbat d'Àvila, confirmats en un concili celebrat a Lugo, sent considerablement més gran que l'actual, car ocupava part del bisbat de Plasència, que llavors no existia.